# Knut Wicksell

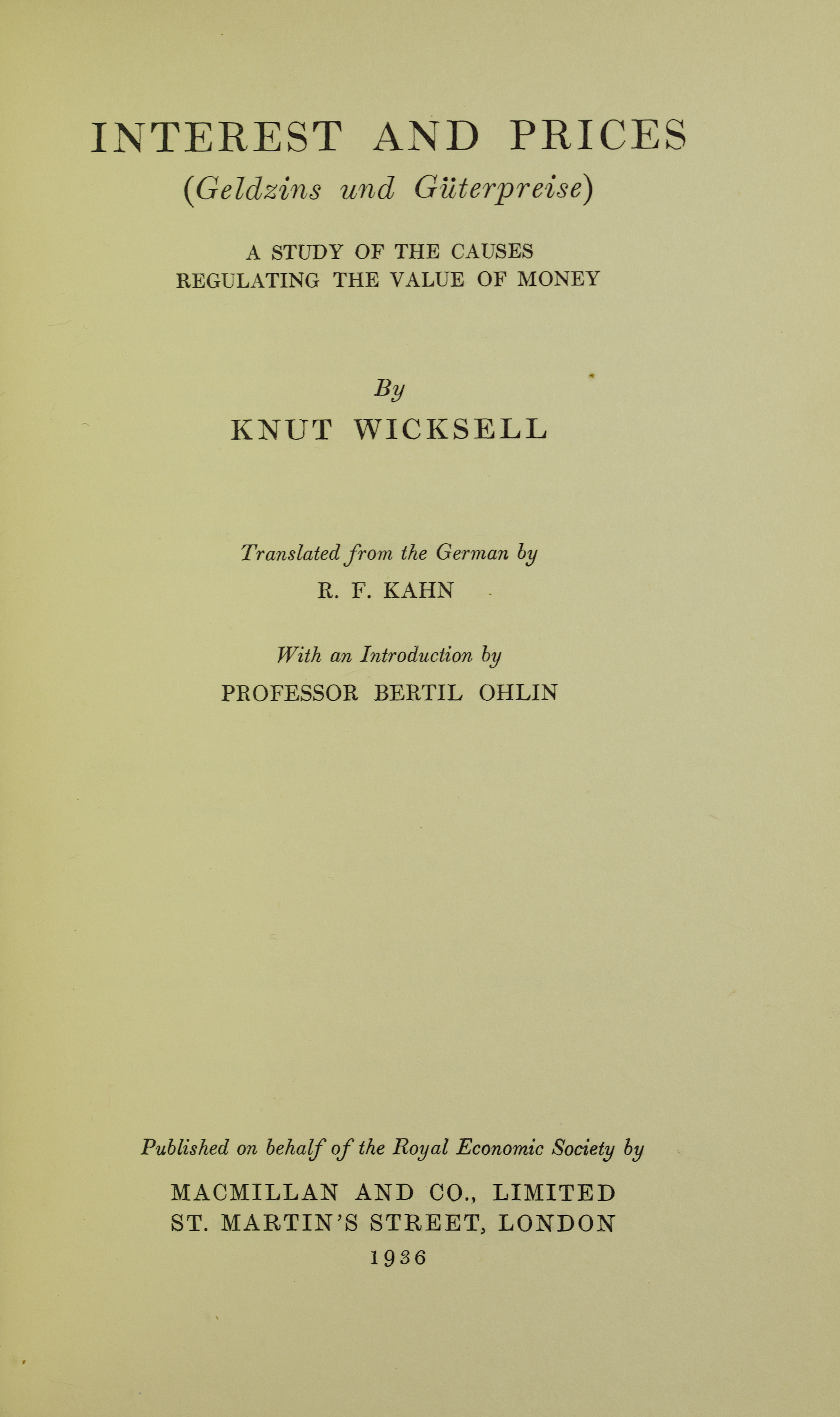
Geldzins und Güterpreise, 1936

Johan Gustaf Knut Wicksell, född 20 december 1851 i Stockholm, död 3 maj 1926 i Stocksund, Stockholms län, var en svensk nationalekonom och politisk aktivist.

## Biografi
Wicksell förlorade tidigt sina föräldrar, modern när han var sex år och fadern när han var femton. Tack vare att fadern varit en framgångsrik fastighetsmäklare kunde han ändå börja studera vid Uppsala universitet 1869. Wicksell läste matematik och fysik och avlade filosofie kandidatexamen efter två år. År 1885 blev han filosofie licentiat i nationalekonomi. Därefter vistades Wicksell med understöd av Lorénska stiftelsen i England, Frankrike, Schweiz, Österrike och Tyskland för sociala och nationalekonomiska studier 1885–1889. År 1895 promoverades han till filosofie doktor och blev 1899 juris utriusque kandidat samt docent i nationalekonomi och finansrätt. Från 1899 tjänstgjorde han vid Lunds universitet och var där professor 1901–1916 i nationalekonomi och finansrätt. Mellan 1913 och 1917 var han medlem i Föreningen för kvinnans politiska rösträtt i Göteborg.
Knut Wicksell var far till professorn i statistik Sven Wicksell och farfar till läkaren Finn Wicksell.

## Verk
Knut Wicksell var en mycket inflytelserik nationalekonom. Hans insatser inom penningteori, räntor, pristeori, konjunkturcykler m.m. var banbrytande och de som dominerade internationell ekonomisk teori fram till John Maynard Keynes magnum opus The General Theory of Employment, Interest and Money år 1936. Han influerade John Maynard Keynes såväl som Stockholmsskolan med sådana som Gunnar Myrdal, Bertil Ohlin och även den österrikiska skolan inom ekonomi.
Wicksells Geldzins und Güterpreise från 1898 innehåller ett försök att utvidga penningteorin till att ta hänsyn till bankernas framväxt och betalningsförmedlingens modernisering under 1800-talet. De nya förhållandena gjorde att kvantitetsteorin inte gav en så bra beskrivning av orsakerna till förändringar i prisnivån. I stället för att koncentrera sig på penningmängden som den drivande kraften bakom förändringar borde man enligt Wicksell se på skillnaden mellan den naturliga räntan (investeringarnas räntabilitet) och låneräntan. Om den naturliga räntan är högre än låneräntan så lönar det sig att öka investeringarna. Detta kommer att leda till ökad varuefterfrågan och stigande priser. Om den naturliga räntan i stället är lägre än låneräntan så kommer enligt Wicksell prisnivån att sjunka. Detta är en kort sammanfattning av Wicksells kumulativa process.
Politiskt intresserad bekämpade han i tal och skrift protektionism och konsumtionsskatter (till exempel i skrifterna Våra skatter, Hvilka betala dem, och hvilka borde betala? Synpunkter och förslag af Sven Trygg 1894, och Progressiv beskattning af inkomst och förmögenhet, 1895) samt överhuvud företrätt radikal liberalism med en oförvägenhet, som gjort honom högt uppburen av meningsfränder och, ehuru inte socialdemokrat, inom arbetarrörelsen. Bland hans socialpolitiska skrifter märks Allianser mellan arbetare och arbetsgifvare (1902) och Socialiststaten och nutidssamhället (1905, 1913).
Hans republikanism, antimilitarism och fientlighet mot kyrkan ikläddes inte sällan i avsiktligt propagandasyfte utmanande former, liksom hans opposition mot svensk-nationella synpunkter på internationella tvistefrågor av vikt för landet, till exempel i förhållandet till Norge och Ryssland. För det sedermera i tryck utkomna föredrag om "Tronen, altaret, svärdet och penningpåsen", som han höll i Folkets hus i Stockholm 2 november 1908, ådömdes han två månaders fängelse (enligt Strafflagen 7:1: "genom att lasta eller gäcka Guds heliga ord . . . åstadkommer allmän förargelse") och avtjänade straffet oktober-november 1909 på fängelset i Ystad. "Emellertid må det sägas," heter det i Lunds universitets årsberättelser 1916–1917, 
"att, huru mycket ogillande än vissa Wicksells åsikter och kanske än mer den form, hvari han stundom framställde dem, på sin tid torde väckt hos många, äfven bland hans ämbetsbröder, aktningen för hans personliga karaktär, för den absoluta oräddhet, hvarmed han orubbligen var sig själf och följde sin åsikt i dess yttersta konsekvenser utan någon hänsyn till hvad människor pläga anse såsom personlig fördel, var, om möjligt, ännu starkare än ogillandet."
Som emeritus var Wicksell ofta anlitad som sakkunnig i beskattningsfrågor m.m. Propositionen till ändringar i inkomst- och förmögenhetsskatteförordningen 1919 åtföljdes av en promemoria av Wicksell, liksom 1920 års finanssakkunnigas betänkande angående riktlinjerna för svensk finanspolitik. I det sistnämnda förfäktar han, liksom förut tämligen ensam i en rad offentliga uttalanden 1916–1920, nödvändigheten av att återställa penningvärdet.